# Critérium du Dauphiné
Critérium du Dauphiné (do 2009 r. Critérium du Dauphiné Libéré) – etapowy, zawodowy wyścig kolarski, organizowany corocznie od 1947 r. na terenie Delfinatu (regionu historycznego w południowo-wschodniej Francji). Obok Tour de Suisse zaliczany do najważniejszych sprawdzianów przed Tour de France.
To wymagająca, trwająca około tygodnia (zazwyczaj 8 dni) impreza, rozgrywana w pierwszej połowie czerwca, przeważnie we francuskich Alpach i Prowansji. Obok prologu, w harmonogramie wyścigu znajduje się również górska czasówka, należąca do najtrudniejszych odcinków całego wyścigu. Najcięższe etapy Critérium du Dauphiné często pokrywają się z trasami etapów Tour de France, z reguły więc, najwyżej sklasyfikowani zawodnicy są postrzegani jako potencjalni faworyci Wielkiej Pętli. Jedyna impreza, w której zwyciężali wszyscy kolarze, mający w dorobku co najmniej pięciokrotne zwycięstwo w Tour de France.
Pierwszym zwycięzcą wyścigu w 1947 r. był Polak mieszkający na stałe we Francji – Edward Klabiński.

## Zwycięzcy
Opracowano na podstawie:
| Rok  | Pierwsze               | Drugie               | Trzecie                  |
| ---- | ---------------------- | -------------------- | ------------------------ |
| 1947 | Edward Klabiński       | Gino Sciardis        | Fermo Camellini          |
| 1948 | Édouard Fachleitner    | Paul Giguet          | Jean Robic               |
| 1949 | Lucien Lazaridès       | Jean Robic           | Fermo Camellini          |
| 1950 | Nello Lauredi          | Apo Lazaridès        | Bim Diederich            |
| 1951 | Nello Lauredi          | Antonin Rolland      | Lucien Lazaridès         |
| 1952 | Jean Dotto             | Nello Lauredi        | Jean Le Guilly           |
| 1953 | Lucien Teisseire       | Charly Gaul          | Jean Robic               |
| 1954 | Nello Lauredi          | Jean-Pierre Schmitz  | Pierre Molinéris         |
| 1955 | Louison Bobet          | Roger Walkowiak      | Marcel De Mulder         |
| 1956 | Alex Close             | Antonin Rolland      | Fernand Picot            |
| 1957 | Marcel Rohrbach        | René Privat          | Jean-Pierre Schmitz      |
| 1958 | Louis Rostollan        | Francis Pipelin      | Jean-Pierre Schmitz      |
| 1959 | Henri Anglade          | Raymond Mastrotto    | Roger Rivière            |
| 1960 | Jean Dotto             | Raymond Mastrotto    | Gérard Thiélin           |
| 1961 | Brian Robinson         | Raymond Mastrotto    | François Mahé            |
| 1962 | Raymond Mastrotto      | Hennes Junkermann    | Raymond Poulidor         |
| 1963 | Jacques Anquetil       | José Pérez Francés   | Fernando Manzaneque      |
| 1964 | Valentín Uriona        | Raymond Poulidor     | Esteban Martín           |
| 1965 | Jacques Anquetil       | Raymond Poulidor     | Karl-Heinz Kunde         |
| 1966 | Raymond Poulidor       | Carlos Echeverría    | Francisco Gabica         |
| 1969 | Raymond Poulidor       | Ferdinand Bracke     | Roger Pingeon            |
| 1970 | Luis Ocaña             | Roger Pingeon        | Herman Van Springel      |
| 1971 | Eddy Merckx            | Luis Ocaña           | Bernard Thévenet         |
| 1972 | Luis Ocaña             | Bernard Thévenet     | Lucien Van Impe          |
| 1973 | Luis Ocaña             | Bernard Thévenet     | Joop Zoetemelk           |
| 1974 | Alain Santy            | Raymond Poulidor     | Jean-Pierre Danguillaume |
| 1975 | Bernard Thévenet       | Francesco Moser      | Joop Zoetemelk           |
| 1976 | Bernard Thévenet       | Vicente López Carril | Raymond Delisle          |
| 1977 | Bernard Hinault        | Bernard Thévenet     | Lucien Van Impe          |
| 1978 | Michel Pollentier      | Mariano Martínez     | Francisco Galdós         |
| 1979 | Bernard Hinault        | Henk Lubberding      | Francisco Galdós         |
| 1980 | Johan van der Velde    | Raymond Martin       | Joaquim Agostinho        |
| 1981 | Bernard Hinault        | Joaquim Agostinho    | Greg LeMond              |
| 1982 | Michel Laurent         | Jean-René Bernaudeau | Pascal Simon             |
| 1983 | Greg LeMond            | Robert Millar        | Robert Alban             |
| 1984 | Martín Ramírez         | Bernard Hinault      | Greg LeMond              |
| 1985 | Phil Anderson          | Steven Rooks         | Pierre Bazzo             |
| 1986 | Urs Zimmermann         | Ronan Pensec         | Joop Zoetemelk           |
| 1987 | Charly Mottet          | Henry Cárdenas       | Ronan Pensec             |
| 1988 | Luis Herrera           | Niki Rüttimann       | Charly Mottet            |
| 1989 | Charly Mottet          | Robert Millar        | Thierry Claveyrolat      |
| 1990 | Robert Millar          | Thierry Claveyrolat  | Álvaro Mejía             |
| 1991 | Luis Herrera           | Laudelino Cubino     | Tony Rominger            |
| 1992 | Charly Mottet          | Luc Leblanc          | Gianni Bugno             |
| 1993 | Laurent Dufaux         | Oliverio Rincón      | Éric Boyer               |
| 1994 | Laurent Dufaux         | Ronan Pensec         | Artūras Kasputis         |
| 1995 | Miguel Indurain        | Chris Boardman       | Vicente Aparicio         |
| 1996 | Miguel Indurain        | Tony Rominger        | Richard Virenque         |
| 1997 | Udo Bölts              | Abraham Olano        | Jean-Cyril Robin         |
| 1998 | Armand de Las Cuevas   | Miguel Ángel Peña    | Andriej Tietieriuk       |
| 1999 | Aleksandr Winokurow    | Jonathan Vaughters   | Wladimir Belli           |
| 2000 | Tyler Hamilton         | Haimar Zubeldia      | Lance Armstrong          |
| 2001 | Christophe Moreau      | Pawieł Tonkow        | Benoît Salmon            |
| 2002 | Lance Armstrong        | Floyd Landis         | Christophe Moreau        |
| 2003 | Lance Armstrong        | Iban Mayo            | David Millar             |
| 2004 | Iban Mayo              | Tyler Hamilton       | Óscar Sevilla            |
| 2005 | Íñigo Landaluze        | Santiago Botero      | Levi Leipheimer          |
| 2006 | Levi Leipheimer        | Christophe Moreau    | Bernhard Kohl            |
| 2007 | Christophe Moreau      | Cadel Evans          | Andriej Kaszeczkin       |
| 2008 | Alejandro Valverde     | Cadel Evans          | Levi Leipheimer          |
| 2009 | Alejandro Valverde     | Cadel Evans          | Alberto Contador         |
| 2010 | Janez Brajkovič        | Alberto Contador     | Tejay van Garderen       |
| 2011 | Bradley Wiggins        | Cadel Evans          | Aleksandr Winokurow      |
| 2012 | Bradley Wiggins        | Michael Rogers       | Cadel Evans              |
| 2013 | Chris Froome           | Richie Porte         | Daniel Moreno            |
| 2014 | Andrew Talansky        | Alberto Contador     | Jurgen Van den Broeck    |
| 2015 | Chris Froome           | Tejay van Garderen   | Rui Costa                |
| 2016 | Chris Froome           | Romain Bardet        | Daniel Martin            |
| 2017 | Jakob Fuglsang         | Richie Porte         | Daniel Martin            |
| 2018 | Geraint Thomas         | Adam Yates           | Romain Bardet            |
| 2019 | Jakob Fuglsang         | Tejay van Garderen   | Emanuel Buchmann         |
| 2020 | Daniel Felipe Martínez | Thibaut Pinot        | Guillaume Martin         |
| 2021 | Richie Porte           | Aleksiej Łucenko     | Geraint Thomas           |
| 2022 | Primož Roglič          | Jonas Vingegaard     | Ben O’Connor             |
| 2023 | Jonas Vingegaard       | Adam Yates           | Ben O’Connor             |
| 2024 | Primož Roglič          | Matteo Jorgenson     | Derek Gee                |
| 2025 |                        |                      |                          |

## Osiągnięcia Polaków
Pierwszą edycję wyścigu wygrał polski kolarz mieszkający na stałe we Francji – Edward Klabiński, ponadto jeszcze trzykrotnie Polacy zajmowali miejsca w czołowej dziesiątce wyścigu.
Trzykrotnie polscy kolarze wygrywali etapy wyścigu – Michał Kwiatkowski w 2018 r., Sylwester Szmyd w 2009 r. oraz Cezary Zamana w 1993 r.